# Павловский, Олег Петрович
Олег Петрович Павловский (24 февраля 1937, Горький — 6 июня 2012, Нижний Новгород) — советский и российский физик-приборостроитель, основатель направления по разработке синтезаторов частот миллиметрового диапазона.
Лауреат премии Правительства РФ в области науки и техники (1996), почётный радист РФ.

## Биография
Родился в еврейской семье служащего Горьковского автомобильного завода им. Молотова (впоследствии директора Юхновского охотхозяйства МО СССР) и врача местной инфекционной больницы. Братом прабабушки Олега Павловского был выдающийся философ, один из основателей российской психологической школы профессор Казанского университета Вениамин Алексеевич Снегирёв (1841—1889).
Павловский окончил Горьковский государственный университет им. Н. И. Лобачевского в 1959 г. по специальности «радиофизика». В 1970 г. защитил кандидатскую диссертацию в Горьковском политехническом институте им. А. А. Жданова, научный руководитель — заслуженная деятель науки и техники, доктор физико-математических наук, профессор Мария Тихоновна Грехова. C 1959 г. до самой смерти работал в ННИПИ «Кварц» (Федеральное государственное унитарное предприятие "Нижегородский научно-исследовательский приборостроительный институт «Кварц»), последняя должность: начальник сектора. С 1990 по 2003 г. — профессор кафедры физики Нижегородского государственного технического университета.
Докторскую диссертацию (монография) защищитил в 1993 г. в ННИПИ «Кварц». Последователь Горьковской научной школы радиофизиков профессоров А.Н. Малахова и И. И. Берштейна.
О. П. Павловский умер от сердечной недостаточности 6 июня 2012 года, похоронен на Федяковском кладбище г. Нижнего Новгорода.

## Научный вклад
Свою жизнь О. П. Павловский посвятил разработке радиоизмерительной аппаратуры, в том числе источников сигналов КВЧ-диапазона. Павловский основал научное направление по разработке синтезаторов частот миллиметрового диапазона. Являлся создателем многочисленной серийной радиоизмерительной аппаратуры от генераторов высокочастотных сигналов и синтезаторов частот до измерительной установки К3-1. 
Созданные им синтезаторы частот КВЧ-диапазона в качестве научной продукции поставлены в США, Канаду, Францию, Англию, Италию, Германию, Китай, Японию. Многочисленные изобретения Павловского защищены авторскими свидетельствами и патентами. Автор более 90 научных работ, опубликованных в центральных отечественных и зарубежных журналах, соавтор монографии «Радиоизмерительная аппаратура СВЧ и КВЧ. Узловая и элементная базы» (А. М. Кудрявцев, И. Г. Мальтер, А. Е. Львов, О. П. Павловский, В. А. Шумилов, А. М. Щитов, 2006).
Сочинения:
- Радиоизмерительная аппаратура СВЧ и КВЧ : узловая и элементная базы : [монография] / [А. М. Кудрявцев и др.]; под ред. А. М. Кудрявцева. — Москва : Радиотехника, 2006 (Вологда : Полиграфист). — 205, [1] с. : ил., табл.; 24 см; ISBN 5-88070-110-7(А. М. Кудрявцев, И. Г. Мальтер, А. Е. Львов, О. П. Павловский, В. А. Шумилов, А. М. Щитов, 2006).
- Перспективы совершенствования радиоизмерительной аппаратуры миллиметрового диапазона / О.П. Павловский [и др.]. – М.: Радиотехника, 2012. – 272 с.

Профессор, доктор технических наук.
Лауреат премии Правительства РФ в области науки и техники (1996), почётный радист РФ, медаль «За доблестный труд в ознаменование 100-летия со дня рождения В. И. Ленина», медаль «Ветеран труда», медали ВДНХ.

## Семья
Жена: доцент кафедры физики Нижегородского государственного технического университета Г.В.Павловская
Дочь: шведская шахматистка и юрист-международник Евгения Павловская
Сын: австрийский скрипач Борис Павловский